# Робертс, Чарли
Ча́рльз Ро́бертс (англ. Charles Roberts; 6 апреля 1883, Дарлингтон, Англия — 7 августа 1939, Манчестер, Англия), более известный как Ча́рли Ро́бертс (англ. Charlie Roberts) — английский футболист, центральный хавбек.

## Клубная карьера
Чарли начал карьеру в «Бишоп Окленд». В 1903 году перешёл в «Гримсби Таун», где провёл один сезон, сыграв 31 матч и забив 4 гола.
В апреле 1904 года Робертс перешёл в «Манчестер Юнайтед» за £600 — значительную сумму для того времени, — и Эрнест Мангнэлл, главный тренер «Юнайтед» в тот период, активно занимавшийся усилением состава и уже потративший большие суммы на трансфер игроков «Манчестер Сити» Билли Мередита и Сэнди Тернбулла, подвергся критике за большие траты на недостаточно опытного футболиста. Однако переход Робертса в «Юнайтед» оказался крайне полезным для развития команды: Чарли был сильным, техничным, быстрым центральным хавбеком.
Робертс вызывал протесты Футбольной ассоциации из-за того, что надевал на матчи короткие шорты — выше колен. В 1904 году Футбольная ассоциация даже выпустила правило, согласно которому футболисты должны носить шорты, закрывающие колени, но Робертс и ряд других игроков игнорировали это правило.
В сезоне 1905/06 «Манчестер Юнайтед» занял 2-е место во Втором дивизионе и вышел в Первый дивизион. Команда забила 90 мячей в 38 матчах, при этом пропустила лишь 28 мячей. В этом большую роль сыграло трио хавбеков — Чарли Робертс в центре, Дик Дакворт справа и Алекс Белл слева. Из-за отличной формы, которую набрал 22-летний Робертс, он получил вызов в сборную Англии в 1905 году.
Выступая на позиции центрального хавбека, Чарли помог «Юнайтед» выиграть Первый дивизион в сезонах 1907/08 и 1910/11, а также Кубок Англии 1909 года. В 1912 году «Манчестер Сити» предложил 1500 фунтов за трансфер Робертса, но «Манчестер Юнайтед» ответил отказом. Однако вскоре после этого в «Сити» перешёл главный тренер «Манчестер Юнайтед» Эрнест Мэнгналл. Робертс выступал за «Юнайтед» до августа 1913 года, сыграв за команду в общей сложности 302 матча и забив 23 мяча.
В августе 1913 года Чарли перешёл за рекордную сумму в £1750 в «Олдем Атлетик», в котором он также стал тренером после завершения карьеры игрока.
Чарли сыграл 3 матча за национальную сборную, став первым игроком «Юнайтед», вызванным в сборную Англии.
Он скончался в Королевском лазарете Манчестера после неудачной операции на черепе, которую ему сделали из-за постоянных головных болей и головокружений.

## Карьера в сборной
Чарли Робертс провёл 3 матча за национальную сборную Англии в 1905 году.

### Матчи Робертса за сборную Англии
| Матчи Чарли Робертса за сборную Англии | Матчи Чарли Робертса за сборную Англии | Матчи Чарли Робертса за сборную Англии | Матчи Чарли Робертса за сборную Англии | Матчи Чарли Робертса за сборную Англии | Матчи Чарли Робертса за сборную Англии | Матчи Чарли Робертса за сборную Англии |
| №                                      | Дата                                   | Оппонент                               | Стадион                                | Счёт                                   | Турнир                                 |                                        |
| -------------------------------------- | -------------------------------------- | -------------------------------------- | -------------------------------------- | -------------------------------------- | -------------------------------------- | -------------------------------------- |
| 1                                      | 25 февраля 1905                        | Ирландия                               | Эйрсом Парк                            | 1:1                                    | Домашний чемпионат Великобритании      |                                        |
| 2                                      | 27 марта 1905                          | Уэльс                                  | Энфилд                                 | 3:1                                    | Домашний чемпионат                     |                                        |
| 3                                      | 1 апреля 1905                          | Шотландия                              | Кристал Пэлас                          | 1:0                                    | Домашний чемпионат                     |                                        |

Итого: 3 матча / 0 голов; 2 победы, 1 ничья.

## Футбольный профсоюз
2 декабря 1907 года Робертс, наряду с Мередитом и несколькими другими активистами, организовали Профессиональный союз игроков. Эта организация не признавалась Футбольной ассоциацией, но активно поддерживалась некоторыми клубами Футбольной лиги.

## Статистика выступлений
| Клуб              | Сезон            | Лига | Лига | Кубок Англии | Кубок Англии | Суперкубок Англии | Суперкубок Англии | Итого | Итого |
| Клуб              | Сезон            | Игры | Голы | Игры         | Голы         | Игры              | Голы              | Игры  | Голы  |
| ----------------- | ---------------- | ---- | ---- | ------------ | ------------ | ----------------- | ----------------- | ----- | ----- |
| Гримсби Таун      | 1903/04          | 31   | 4    | 2            | 0            | 0                 | 0                 | 33    | 4     |
| Гримсби Таун      | Итого            | 31   | 4    | 2            | 0            | 0                 | 0                 | 33    | 4     |
| Манчестер Юнайтед | 1903/04          | 2    | 0    | 0            | 0            | 0                 | 0                 | 2     | 0     |
| Манчестер Юнайтед | 1904/05          | 28   | 5    | 0            | 0            | 0                 | 0                 | 28    | 5     |
| Манчестер Юнайтед | 1905/06          | 34   | 4    | 4            | 0            | 0                 | 0                 | 38    | 4     |
| Манчестер Юнайтед | 1906/07          | 31   | 2    | 1            | 0            | 0                 | 0                 | 32    | 2     |
| Манчестер Юнайтед | 1907/08          | 32   | 2    | 3            | 0            | 2                 | 0                 | 37    | 2     |
| Манчестер Юнайтед | 1908/09          | 27   | 1    | 6            | 0            | 0                 | 0                 | 33    | 1     |
| Манчестер Юнайтед | 1909/10          | 28   | 4    | 1            | 0            | 0                 | 0                 | 29    | 4     |
| Манчестер Юнайтед | 1910/11          | 33   | 1    | 3            | 0            | 0                 | 0                 | 36    | 1     |
| Манчестер Юнайтед | 1911/12          | 32   | 2    | 5            | 0            | 1                 | 0                 | 38    | 2     |
| Манчестер Юнайтед | 1912/13          | 24   | 1    | 5            | 1            | 0                 | 0                 | 29    | 2     |
| Манчестер Юнайтед | Итого            | 271  | 22   | 28           | 1            | 3                 | 0                 | 302   | 23    |
| Олдем Атлетик     | 1913/14          | 38   | 3    | 2            | 0            | 0                 | 0                 | 40    | 3     |
| Олдем Атлетик     | 1914/15          | 34   | 0    | 5            | 0            | 0                 | 0                 | 39    | 0     |
| Олдем Атлетик     | Итого            | 72   | 3    | 7            | 0            | 0                 | 0                 | 79    | 3     |
| Всего за карьеру  | Всего за карьеру | 374  | 29   | 37           | 1            | 3                 | 0                 | 414   | 30    |

## Достижения
Манчестер Юнайтед
- Чемпион Первого дивизиона (2): 1907/08, 1910/11
- Обладатель Кубка Англии: 1909
- Обладатель Суперкубка Англии (2): 1908, 1911
- Итого: 5 трофеев

Сборная Англии
Победитель Домашнего чемпионата Британии: 1905

## Личная жизнь
Был женат на Мэри. У него было трое детей: Уильям, Хильда и Крис.
После завершения футбольной карьеры занялся оптовой торговлей табаком и создал марку сигарет под названием «Дакробел» (Ducrobel) в честь знаменитого трио хавбеков «Юнайтед» Дакуэрта, Робертса и Белла.